# 地底戦車

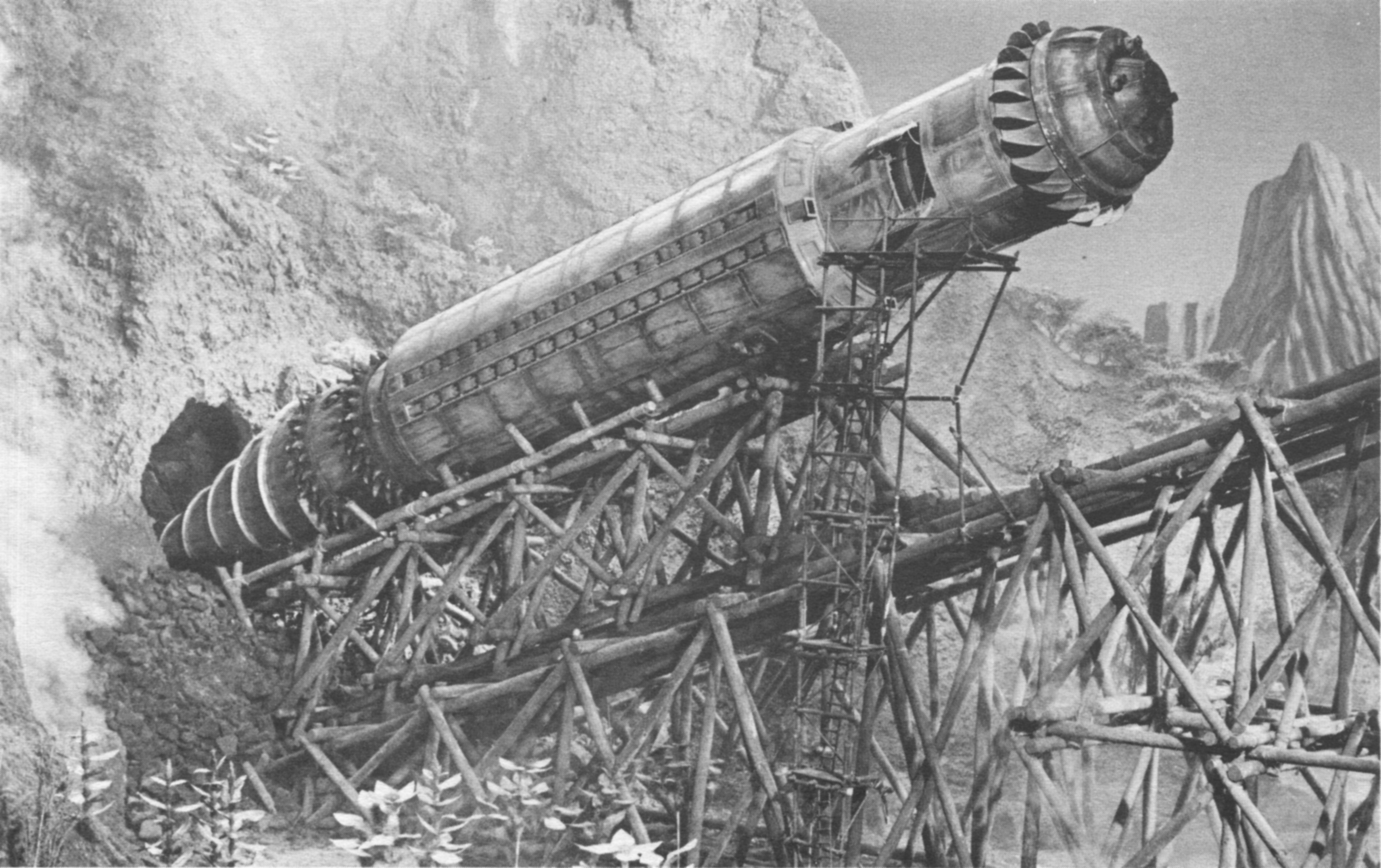
映画『地底王国』に登場する鉄モグラ

地底戦車（ちていせんしゃ）とは、SF作品に登場する架空の兵器の一種で、先頭に備えたドリルなどを用いて地盤を掘削し、地中を自由に行動できる車両のことである。作品によっては、地中戦車、地下戦車、ドリル戦車（ドリルタンク）などとも呼称される。

## 概要
先端部にドリル（工作用の円柱状のものでなく、円錐に螺旋状の刃がついたもの）または放射状に直線の刃が付いたリーマを備え、前方の土砂を掘削しながら前進するもので、不整地走行用にキャタピラやオフロードタイヤで駆動する。
キャタピラや装甲からの連想で「戦車」と呼ばれることがあるが、敵陣に地底から突入する軍用車両ばかりでなく、地底探検・探索用車輌、地底に取り残された人々を救出するためのレスキュー車輛も総称して呼ばれる場合がある。
なお、艦船や航空機の先端にドリルが付いているものもあるが、便宜上それらの一部についても言及する。

## 歴史
地底世界探検の憧れは19世紀末からあり、ジュール・ヴェルヌの『地底旅行』では洞窟をたどって地底探検を行っている。能動的に掘削を行うためのメカは、小説では『地底世界ペルシダー』（1922年、エドガー・ライス・バロウズ）に「鉄モグラ」 (Iron Mole) が登場するなど、20世紀初頭にはすでに見られる。
ビジュアル面においては、1933年（昭和8年）に『少年倶楽部』の付録「画集 未来戦」に描かれたもの（画：鈴木御水）があり、国産ではこれが最初のイラストレーションとなる。第二次世界大戦開戦後の1940年（昭和15年）には国防科学雑誌『機械化』が創刊され、小松崎茂などによって局面打開のための新兵器として地底戦車が描かれている。
日本軍は日露戦争において旅順要塞を攻略するために坑道を掘り進む坑道戦を行って成功し、第一次世界大戦でも各国が坑道戦を行ったが、坑道戦には長時間を要することから坑道を素早く掘り進む兵器の実現が望まれていた。実際に、日本軍では潜行掘鑿器（SK器）という作業車（ただし、これは本項でいう「ドリル車両」ではなく、土木作業車）の研究を行っている。また、ドイツ軍は1934年にドリルを装備した連結戦車「ミドガルドシュランゲ」の研究を行ったが、翌年には実用化を断念している。イギリスも同時期にカルチベーター No.6を試作したが、実戦投入は見送られた。
1941年（昭和16年）に海野十三が発表した少年向けSF作品『未来の地下戦車長』は、地底戦車（作中では地下戦車）の開発を目指す少年技師が数々の困難を乗り越えていくもので、地底戦車の持つ問題点（後述）がすでに指摘されている。
戦後になると自由なSF作品が日本でも発表されるようになり、小松崎は『地球SOS』を発表し、その中で地底戦車をイラストとともに登場させている。また、本格的な特撮を使用したSF映画も製作されるようになり、東宝は小松崎をコンセプトデザインに迎え、『地球防衛軍』や『海底軍艦』を製作する。これらに登場した地底戦車型ロボット怪獣「モゲラ」や地海空併用潜水艦「轟天号」はリメイク作品にも登場するほか、テレビアニメ『氷河戦士ガイスラッガー』のソロン号や特撮アニメドラマ『恐竜大戦争アイゼンボーグ』のアイゼンボーグ号など、ドリル付き航空機に分類される亜種をも産み出している。
1960年代まではあまり外国の作品には登場してこなかったが、1966年に放送されたイギリスの『サンダーバード』では「モグラー」 (Mole) が登場し、今井科学から「ジェットモグラ」の商品名で発売されたプラモデルとともに人気を博した。なお、1976年に『地底世界ペルシダー』が『地底王国』と題して映画化された際には、製作に『サンダーバード』の旧スタッフが参加したことから、ジェットモグラに酷似した鉄モグラが登場している。それと同時期、緑商会が発売した「地中戦車モグラスシリーズ」はオリジナルデザインの地底戦車であり、前述のジェットモグラとともにプラモデル業界における地底戦車ブームを担うこととなる。
その後、円谷プロのウルトラシリーズでは『ウルトラマン』のペルシダーや『ウルトラセブン』のマグマライザーなどの車両が登場するが、1971年の『帰ってきたウルトラマン』以後の作品では単発の出演しか用意されない状態が続く。また、1970年代中盤以降の巨大ロボットアニメブームでは『ゲッターロボ』のゲッター2が片腕にドリルを装備して自由に地中を進む描写がされており、これ以後も『超電磁ロボ コン・バトラーV』や『超人戦隊バラタック』など、ロボットがそれまでの戦車に代わる役割を果たしている。
なお、地底戦車の登場作品についてはリンク元を参照。

## 実用性と問題点
柳田理科雄の著書「空想科学読本」などで、地底戦車の構造上の欠陥や問題点についていくつか指摘されている。
- 岩盤の掘削にドリルが回転しながら前進する際には、掘削時の抵抗がそのままバックトルクとなるため、車体が逆方向に回転してしまう。例えるならテールロータを失ったヘリコプターのように、ドリルと車体が互いに逆回転するため、推進力が失われてしまう。これらの問題は前述の『未来の地下戦車長』で提起されており、同作品ではその解決策として3連ドリルを装備した改良型を登場させている。
- 第2の問題として、「轟天号」や「マグマライザー」など、いくつかのメカは見た目のバランス上から車体よりもドリルのほうが小さくデザインされているものがあり、掘削した穴を通過できない。これは「轟天号」をデザインした小松崎や演出の円谷英二も承知しており、あくまでも映像表現の一部と割り切っている。
- 第3の問題として、掘削した土を後方へ排出する方法には車体側面にキャタピラや後方向けの噴射装置を設ける、などの案が用いられているが、掘り進んだ部分が前から送られた土砂で再び埋まってしまう危険性がある。『未来の地下戦車長』では車体の後方を流滴型にすることで負圧を発生させて後方に土砂を吸い出す、との描写があるが、実際に進行速度を勘案した場合、負圧の発生に至らない可能性が高い。
- 第4の問題として、地盤の圧力のため、土砂をそのまま掘り進んで行っただけではトンネルの強度は不十分であり、落盤事故が発生する危険がある。現実のトンネル工事では、掘削後は速やかにコンクリートや鉄骨による補強が行われる。
- 第5の問題として、岩盤は熱を通しにくいため、ドリルが岩盤を削った際の摩擦熱とエンジンから発生した熱を地上の乗り物と異なり、空気中に逃がせない。この対策として、「轟天号」はドリルの先端に艦体の冷却用に瞬間冷凍ガス噴出装置が装備されている（作品中では怪獣との対決用武器として使用）が、熱力学上では冷却ガスを発生させるために熱交換が必要であるうえ、高熱が発生してしまい、問題は解決しない[注釈 2]。
- 以上に示した通り、実際のトンネル工事などの作業は「掘削」「排出」「補強」の工程を並列で行っており、映像作品に見られるような、時速数10キロメートル以上の高速での進行は物理的に不可能であるといえる。なお、ロードヘッダ（後述）の最大の掘削作業実績は1時間あたり200立方メートルであり、時速換算で8メートル相当となる[注釈 3]。
- 構造上の問題以外では、緊急時における乗員の脱出や救助に非常な困難が伴うであろうことが予想される。

## 実在のドリル型機械

### シールドマシン、トンネルボーリングマシン
現在トンネル工事の主流となっているのは、ボーリングビットを備えた円盤が回転しながら前進し、同時にトンネルの躯体工事を進めるシールドマシンやトンネルボーリングマシンである。『サンダーバード』のリメイク版である劇場用映画には、現実のボーリングマシンに型状が近い円盤状のボーリングビットを備えたジェットモグラが登場している。

### ロードヘッダ、ブームヘッダー
三井三池製作所やカヤバシステムマシナリーなどの土木機械メーカーは、坑道掘削用に自由断面掘削機（それぞれの商品名はロードヘッダ、ブームヘッダー）を開発している。正面からの外観は螺旋型ボーリングビットやキャタピラのためにまさに地底戦車然としているが、側面の外観はブームの長さから地底戦車よりもメーサー殺獣光線車を思わせるものである。

### ロックドリル
古河ロックドリルのドリルジャンボ、ワークステーションは幾つもの可動式のアームを持った掘削機械で、掘削やシールドの設営など作業に応じてアームを使い分けている。縦坑用の3ブームシャフトジャンボはアニメ『機動警察パトレイバー』に登場する「ぴっけるくん」を思わせる外観であったり、樋口真嗣がワークステーションの作業の様子を特撮映画風に構成したPVを監修しているなど、巨大ロボ然とした外観が特徴である。

### 坑道掘削装置
陸上自衛隊は、ロードヘッダを坑道掘削装置の名称で配備している。敵地への地底を掘り進む坑道戦を行うための軍用重機は地底戦車とも呼べるものであるが、現代では坑道戦が行われる可能性は低く、坑道掘削のための車両を装備している軍は少ない。自衛隊の装備も、坑道式の掩体の作成が主な用途である。